# Marie Du Bois
Marie Du Bois (ou Marie Dubois) est un gentilhomme et mémorialiste français, né en 1601 et mort en 1679 à Couture-sur-Loir, en Vendômois (Loir-et-Cher). Écuyer, seigneur des fiefs de Lestourmière et du Poirier à Couture, Marie Du Bois exerce la charge de valet de chambre du roi de France Louis XIII puis du roi Louis XIV. Dans son journal couvrant les années 1647 à 1671, il témoigne à la fois de sa vie de gentilhomme rural et de la vie de cour, ainsi que du contexte politique, économique et social du milieu du XVIIe siècle.

## Biographie

### Origines familiales
Baptisé à Couture le 6 juillet 1601, Marie Du Bois tient son prénom d'un vœu que son père avait fait à la Vierge : après avoir perdu plusieurs enfants en bas âge, celui-ci jura que son premier enfant, fils ou fille, aurait pour prénom Marie.
Marie Du Bois est issu d'une famille de la petite noblesse du Bas-Vendômois, établie principalement à Couture, et possédant dans cette paroisse les fiefs de Lestourmière, du Poirier, du Vauméan.
C'est aussi une famille d'officiers du roi, offices militaires ou de la domesticité de la famille royale. Son grand-père Mathurin Du Bois ainsi que son père Claude Du Bois sont commissaires ordinaires de l'artillerie. Son oncle et parrain René Du Bois sert au régiment de Navarre puis est officier de la maison de Gaston d'Orléans, frère du roi Louis XIII. Après le décès de son père en 1607, sa mère Jeanne Tafforeau épouse en secondes noces Pierre Groisil, sieur du Chêne, porte-table de Marie de Médicis. Charles Groisil du Chêne, demi-frère de Marie Du Bois, né de cette union en 1610, est officier au régiment de Champagne et est tué devant Lérida en 1646.

### Carrière
En 1619, probablement grâce à l'influence de son oncle, Marie du Bois devient page de Christine de France, sœur de Louis XIII, qui vient d'épouser Victor-Amédée de Savoie. Il la suit en Piémont-Savoie et reste dix ans à son service.
Marie Du Bois passe sous les ordres de Thomas de Savoie, prince de Carignan, lors de la guerre de succession de Mantoue.
En mars 1629, après la bataille du Pas de Suse, il obtient congé de Thomas de Savoie et reçoit du roi Louis XIII la survivance de la charge de commissaire ordinaire de l'artillerie, exercée précédemment par son père et son grand-père. A ce titre il accompagne l'armée française lors de sa campagne contre les protestants du Languedoc et participe à la prise de Privas en mai 1629. Le 27 juin 1629, il est à Alès pour la signature de l'édit de pacification.
En 1630, il épouse Jacqueline Frédureau, fille du greffier du grenier à sel de Montoire et veuve de Philippe Garault de Prochassy. Elle a déjà deux fils et une fille. De ce mariage naissent une fille, Marie (née en 1633) et un fils, Joseph (né en 1637).
En 1634, Marie Du Bois achète une charge de valet de chambre ordinaire du roi et sert auprès du roi Louis XIII. Après la mort de celui-ci en 1643, il entre au service du jeune Louis XIV, alors âgé de cinq ans. Il exerce cette charge jusqu'en 1671.

### Valet de chambre du roi
Le roi de France est servi par quatre premiers valets de chambre et par vingt-quatre valets de chambre ordinaires, servant "par quartier" : chacun est en fonction auprès du roi un quart de l'année, et dispose à sa guise des neuf mois restants. Cette fonction permet donc à Marie Du Bois de partager son temps entre son office à la cour et la vie de gentilhomme campagnard sur ses terres de Couture.
Dans l'organisation de la Maison du Roi, la charge de valet de chambre ordinaire est relativement modeste, mais elle est anoblissante, et s'accompagne d'appointements de 660 livres par an. Les tâches du valet de chambre sont simples : présenter son fauteuil ou son miroir au roi, lui mettre sa robe de chambre, faire le lit du roi et le garder pendant la journée. Ils présentent les sièges aux visiteurs dans la chambre et dans le cabinet du roi. Cette fonction permet donc un accès quotidien au roi et donc la possibilité de lui adresser des requêtes. Elle place Marie Du Bois dans un lieu central de la vie de cour.

## Le journal de Marie Du Bois

### Entre journal et mémoires
Les écrits de Marie Du Bois ne sont pas rédigés au jour le jour, et ne sont donc pas à proprement parler un journal. N'étant pas destinés à être rendus publics, leur désignation comme mémoires n'est pas non plus satisfaisante. Il s'agit plutôt d'un livre de raison, rédigé à intervalles irréguliers.
Le premier cahier de ce journal a disparu. Il se terminait en 1647, et on n'en connait que la partie consacrée au récit du décès du roi Louis XIII, dont Marie Du Bois a été le témoin : il a offert des copies de ce récit au roi Louis XIV, à Anne d'Autriche et  à d'autres personnages de la cour.
Le second cahier est commencé en 1647 et s'étend jusqu'en 1679 (bien que les écrits soient devenus rares à partir de 1672). Ce cahier, longtemps conservé par ses descendants, constitue ce que l'on appelle les Mémoires de Marie Du Bois. Il est maintenant conservé aux Archives départementales d'Indre-et-Loire. Des extraits de ce journal sont publiés en 1847 par Léon Aubineau. En 1936, Louis de Grandmaison, chartiste et archiviste d'Indre-et-Loire, réalise une publication intégrale à partir du manuscrit original. Une édition allégée et modernisée est présentée par François Lebrun en 1994.

### Marie Du Bois à la cour
Marie Du Bois, en tant que valet de chambre du roi, est présent à la cour par périodes d'environ trois mois (les quartiers) : son journal évoque une douzaine de quartiers, entre 1647 et 1671, dans les résidences royales du Palais-Royal, du Louvre, de Saint-Germain-en-Laye, de Versailles, de Compiègne, de Fontainebleau.
Il sert avec scrupule et vénération le roi Louis XIII, le jeune roi Louis XIV, et enfin le Dauphin. Il sait aussi se ménager le soutien de grands protecteurs, comme Henri de Lorraine, comte d'Harcourt, grand écuyer de France, le duc Claude de Saint-Simon, ou le prince de Condé, notamment en leur écrivant des nouvelles de la cour dont ils sont éloignés.
Sa position à la cour lui permet de solliciter du roi une charge vacante pour son beau-fils, pour son fils, ou pour son gendre. Il obtient également la survivance de sa charge de valet de chambre pour son petit-fils, alors âgé de quatre ans. Il réclame et obtient à plusieurs reprises auprès du roi et de la reine mère de l'argent pour la construction de la chapelle du Rosaire, dans l'église de Couture.
Sa présence à la cour fait aussi de lui un témoin direct des troubles de la Fronde : il est de quartier au Palais-Royal à Paris en août 1648 lors de la journée des barricades, il rejoint pour son quartier en  mars 1649 la cour réfugiée à Saint-Germain-en-Laye, et témoigne à plusieurs reprises des mouvements de troupes liés à la Fronde des Princes, entre 1651 et 1653.
Lors de son dernier quartier à la cour, en 1671, il sert le jeune Dauphin est il est le témoin désolé de l'éducation brutale à laquelle celui-ci est soumis par son gouverneur, le duc de Montausier.

### Un notable local
Si Marie Du Bois est régulièrement présent à la cour, la plus grande part de sa vie se déroule en Bas-Vendômois. Il réside d'abord à Montoire, dans la paroisse de Saint-Oustrille (rive gauche du Loir), tout en possédant des terres à Couture (le Vauméan) et à Tréhet (Lestourmière). Ces deux paroisses se trouvent respectivement à quinze et vingt kilomètres à l'ouest de Montoire.
En 1649, au décès de sa mère Jeanne Tafforeau, il hérite de sa maison du Poirier, à Couture. Il fait construire à côté de cette maison un grand logis, et s'y installe en 1652. Dans ce village, comme auparavant à Montoire, son statut social lui permet de jouer le rôle d'arbitre et d'apaiser par la négociation les conflits entre habitants ou entre membres de la noblesse locale.
Son aisance matérielle lui permet d'exercer la charité que sa foi religieuse profonde lui dicte : lors de la grande crise alimentaire de 1661-1662, il met en place des distributions de soupe trois fois par semaine durant l'hiver et le printemps 1662, nourrissant jusqu'à deux cents personnes.
Il doit aussi faire face aux dangers de la guerre lors des événements de la Fronde, qui touchent aussi Couture et ses environs. En janvier 1652, lors de la Fronde des Princes, sur ordre du duc de Vendôme, Marie Du Bois doit détruire le pont de Poncé et couler le bac de Ruillé pour empêcher l'armée du duc de Beaufort de franchir le Loir. En mars de la même année, les troupes royales remontent la vallée du Loir et un régiment de cavalerie approche du village de Couture. A cette époque, le passage d'une armée s'accompagne toujours de violences et de pillages, comme l'écrit Marie Du Bois : "les gens de guerre vivaient dans des libertés étranges puisqu'ils violaient, volaient, tuaient, brûlaient communément." Marie Du Bois rencontre leur colonel, qu'il  a aidé à la cour en l'introduisant auprès du prince de Condé et de Le Tellier, secrétaire d’État à la Guerre. Il obtient la sauvegarde du village, qui échappe ainsi au pillage. Le rôle de Marie Du Bois à la cour lui permet ainsi de protéger son village.

### Marie Du Bois bâtisseur

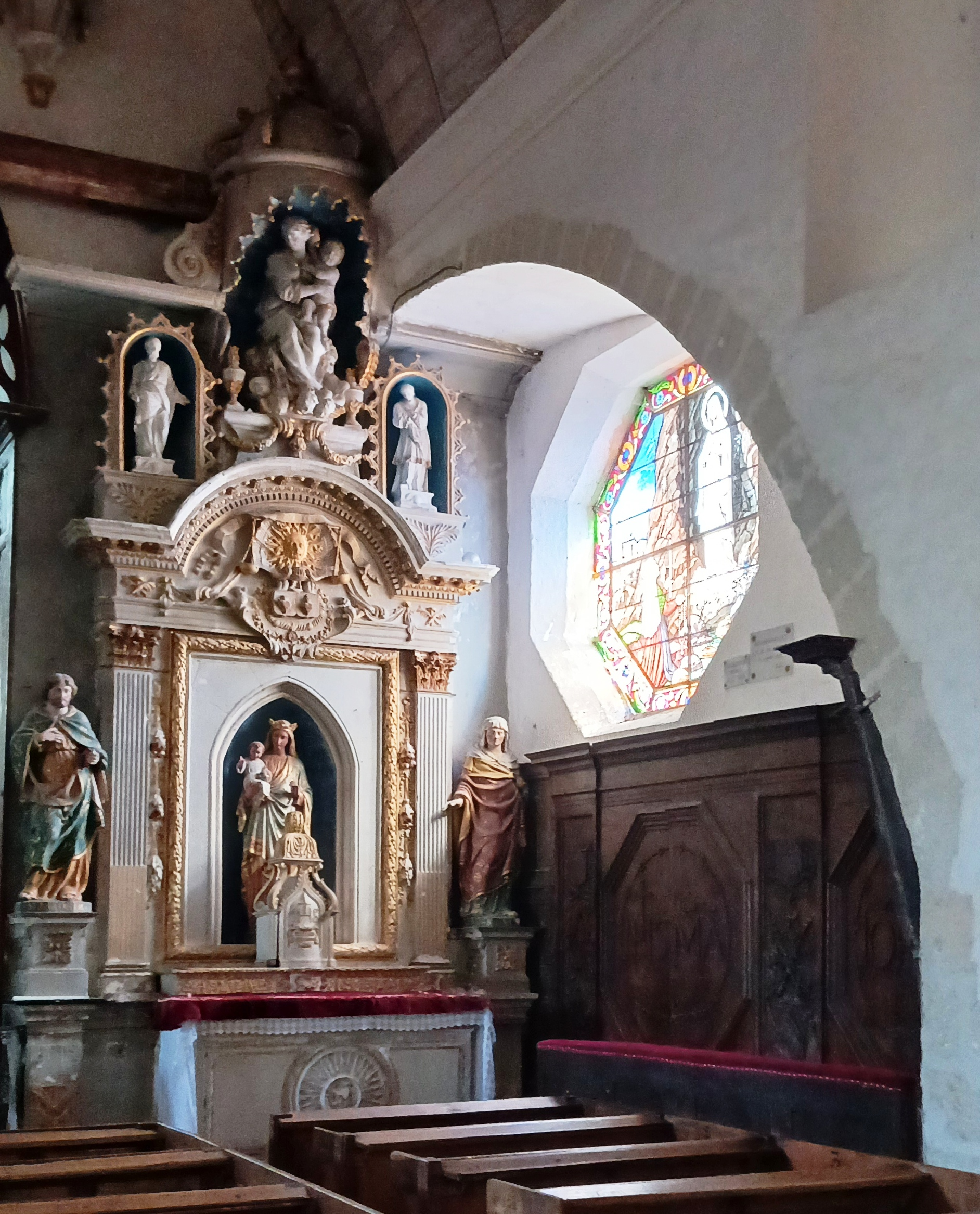
Dans l'église de Couture, la chapelle du Rosaire, construite par Marie Du Bois.

Les chantiers dans lesquels Marie Du Bois joue un rôle central prennent une place importante dans ses mémoires. Alors qu'il réside encore à Montoire, Marie Du Bois conduit et finance des travaux de remise en état de l'église Saint-Oustrille et de ses alentours. A Couture, il fait construire à partir de 1650 le logis du Poirier qu'il entoure d'un mur d'enceinte après avoir fait refaire les chemins d'accès, et il ajoute grange, colombier, four, et fossé à usage de vivier.
Cependant le chantier qui lui tient le plus à cœur concerne l'église paroissiale de Couture : de 1663 à 1667, il y fait aménager une chapelle consacrée au Rosaire, pour laquelle il obtient à plusieurs reprises le soutien financier du roi Louis XIV, de la reine Marie-Thérèse d’Autriche et de la reine-mère Anne d'Autriche : Marie du Bois peut donc à bon droit la qualifier de chapelle royale. Cette chapelle avec son arcade, sa fenêtre en octogone, son retable, ses statues et ses lambris, est toujours visible aujourd'hui (le tableau central du retable, peint par Jean Nocret, a disparu).

### Un catholique fervent
Dans ses Mémoires, Marie du Bois exprime une foi religieuse très solide et qui éclaire ses actes et ses pensées. Ses écrits sont émaillés de références à la Bible, d'invocations à Dieu et à la Vierge, de prières adressées à Jésus, Marie, Joseph. Sa pratique religieuse s'inscrit dans le cadre de la réforme catholique née des guerres de religion et du concile de Trente. Il respecte les règles posées par ce concile et les approfondit : il va souvent à la messe, se confesse et communie fréquemment, il fonde des messes régulières. Dans sa paroisse de Couture, il crée la confrérie du Rosaire, en lien avec la chapelle qu'il a fait construire. Il donne un sens aux difficultés ou aux malheurs de sa vie (décès de sa mère puis de sa femme, procès intenté par son beau-fils) en les considérant comme des épreuves envoyées par Dieu. Il exprime une très nette hostilité envers la religion protestante, mais cela ne l'empêche pas de maintenir des relations de bon voisinage avec ses voisins huguenots, comme les seigneurs de la Denisière.